# Ferryside
Ferryside (gallois : Glan y Fferi) est un village situé sur la côte du Carmarthenshire, au pays de Galles. Il se situe à environ 13 km au sud de Carmarthen, près de l'embouchure de la rivière Tywi et à proximité de plages de sable doré.

## Histoire

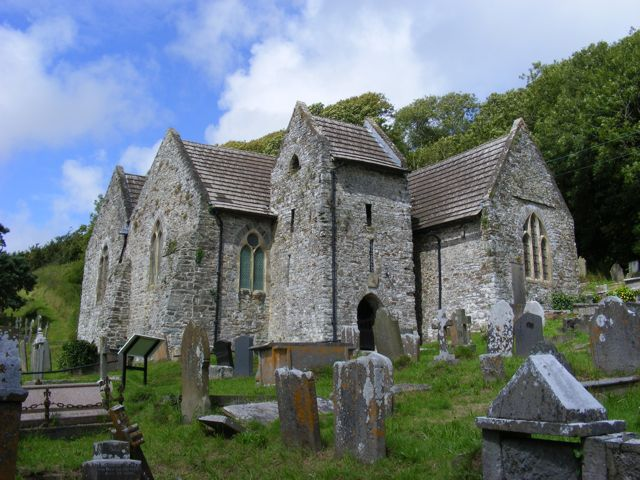
L'église Saint-Ismaël.

Originellement un lieu de débarquement de la traversée vers Llansteffan (la traversée fut utilisée par Giraldus Cambrensis en 1188), Ferrisyde doit son développement à la pêche et c'est aujourd'hui un lieu apprécié des retraités. Le village s'est surtout agrandi après 1852, quand il a commencé à être relié à Carmarthen et Swansea par les chemins de fer de Galles du Sud d'Isambard Kingdom Brunel.
En 2006, le cimetière et les terrains de la paroisse Saint-Ismaël ont été sélectionnés pour un projet innovant qui encourageait au respect de la biodiversité dans les cimetières.

## Industrie de la coque
Avec Laugharne, Ferryside était autrefois au cœur de l'activité du ramassage des coques à la main dans la baie de Carmarthen. Des ramasseuses de coques de Llansaint pouvaient collecter aux alentours de 650 tonnes de coques par an, jusqu'aux environs de 1900. L'industrie de la coque connaît maintenant des pics d'activité intermittents quand les champs de coques de Ferryside sont ouverts aux ramasseurs professionnels : des centaines de pêcheurs à pied travaillent dans l'estuaire avec leurs tracteurs.

Plage de Ferryside.

En 1993, Ferryside a connu ce qui s'appelle localement 'la guerre de la coque' : des bagarres entre bandes rivales sur la plage, notamment entre bandes venant de la péninsule de Gower, de Liverpool, de l'estuaire de la Dee et de Glasgow. Comme les quantités de coques étaient minimes à Ferryside, la licence n'était pas demandée pour les récolter. En devenant connue de tous, la guerre de la coque a fini par déclencher une enquête parlementaire et des appels ont été lancés pour que des licences soient requises pour la récolte. L'industrie de la coque britannique a, de manière surprenante, rompu ses liens avec les bandes locales : la guerre de la coque à Ferryside peut être vue comme un précédent aux désagréables incidents de  Morecambe Bay en 2004.
Drowning avec des ramasseurs de coques chinois immigrés et turf wars à Newbiggin. Aujourd'hui, pourtant, les gangsters amateurs de coques du Pays de Galles sont beaucoup moins nombreux et majoritairement, ce sont les huitriers-pie et les hérons qui récoltent les fameux bivalves.

## Passage à la télévision numérique
Le 30 mars 2005, Ferryside et Llansteffan sont les premiers au Royaume-Uni à perdre leur télévision analogique. 
Les habitants ont bénéficié de récepteurs digitaux pour chacun de leur poste. Une aide en ligne a été mise en place et une aide particulière était prévue pour les personnes âgées.

## STISH - Magazine de la communauté
STISH est un mensuel de la communauté de Saint-Ismaël de  Ferryside et Llansaint, lancé par des volontaires pour rapporter les nouvelles locales.

## Canot de sauvetage de Ferryside
Depuis 1835, il est stationné dans le village, [réf. nécessaire] juste 11 ans après que Sir William Henry ait fondé la RNLI en 1824.
Le canot de sauvetage est un des plus de cinquante canots indépendants semés autour des îles britanniques qui opèrent indépendamment de la RNLI. Il est lancé par le responsable des garde-côtes en réponse aux appels au 999 et aux appels de détresse sur VHF CH16. À Ferryside, la  station doit faire face aux amplitudes de marée les deuxièmes du monde, faisant de ces eaux les plus hostiles du globe.
Le canot est en service 24 heures sur 24, toute l'année, et complètement pris en charge par des volontaires locaux. La continuation du service repose entièrement sur les dons reçus.

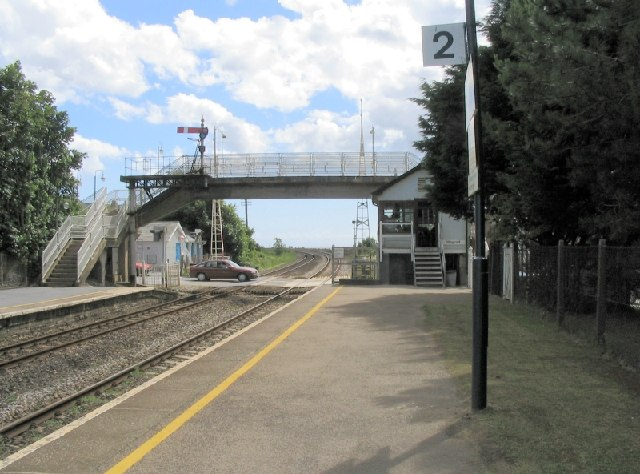
Gare à Ferryside.

## Transports
La gare de Ferryside a des liaisons régulières avec Londres (Paddington), Pembroke Dock, Milford Haven, Carmarthen, Swansea, Cardiff, Crewe et Manchester Picadilly. Des bus relient le village avec Carmarthen et Llanelli.

## Services
Ferryside a un bureau de poste, un café avec billard, un yacht club, un  club de sports et un social club (en prévision un rugby club), un magasin général, un hôtel, un restaurant, des magasins d'antiquités et un parc pour caravanes.

## Résidents notables
Il faut citer :
- le général Sir Thomas Picton d'Iscoed Mansion, un ancien gouverneur de Trinidad qui a trouvé la mort à la Bataille de Waterloo,
- Hugh Williams, le Chartiste et homme de loi du XIXe siècle,
- le portraitiste et peintre de paysages Gordon Stuart (cinq de ses portraits sont visibles à la National Portrait Gallery de Londres, parmi eux, ceux de Kingsley Amis, Dylan Thomas et Huw Wheldon).
- Lord Edgar Stephens qui rénove une maison avec l'intention de l'habiter vers 2012.